# St. Jacobi (Rüdigsdorf)
Die evangelische Dorfkirche St. Jacobi steht im Ortsteil Rüdigsdorf der Stadt Nordhausen im Landkreis Nordhausen in Thüringen.

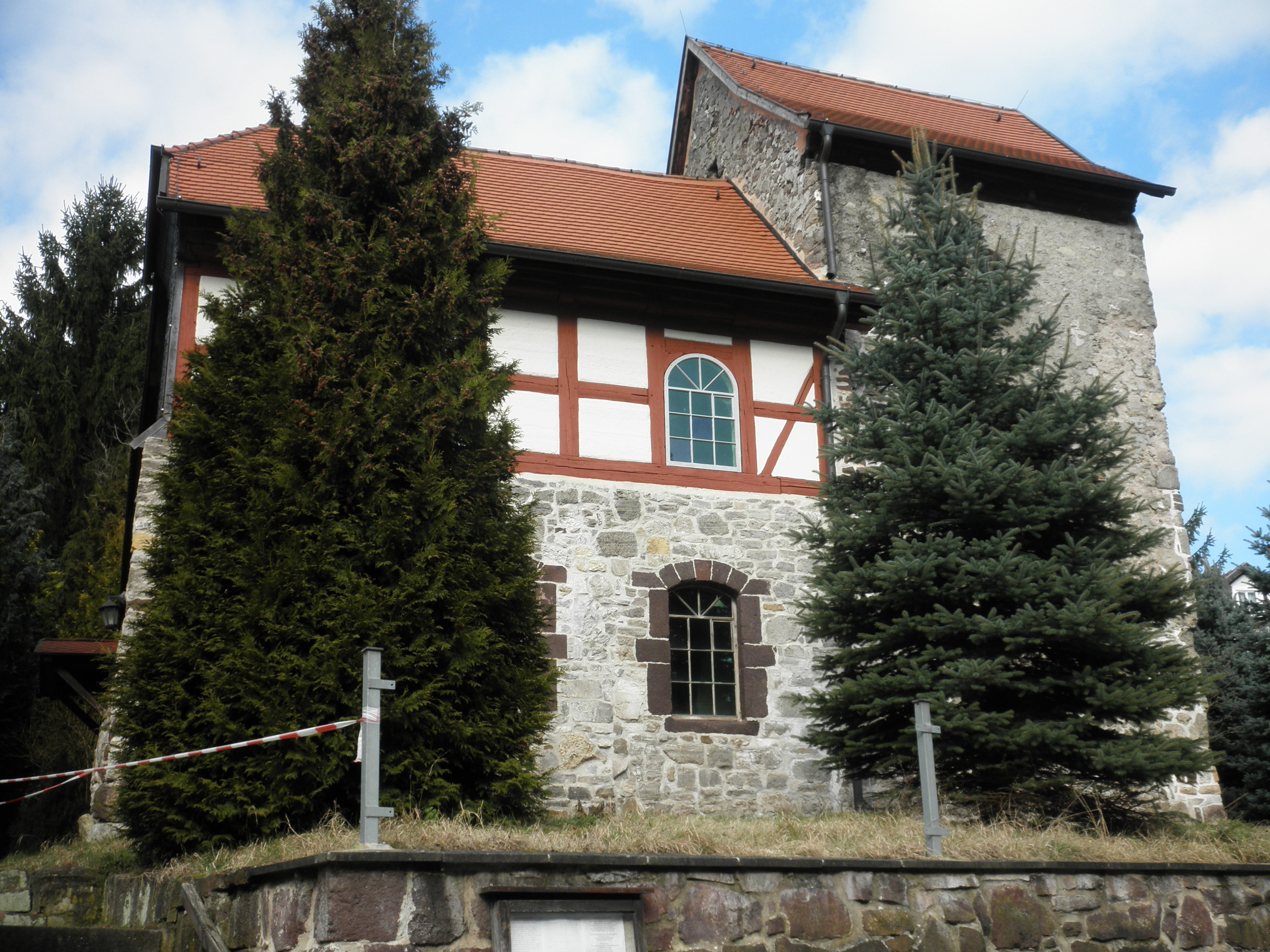
Kirche St. Jacobi in Rüdigsdorf

## Geschichte
Für die auf einem 700 m² großen Hanggelände befindliche Dorfkirche wurde das Kirchenschiff im 16. Jahrhundert erbaut. Eine eingemeißelte Inschrift an der Nordseite des Gotteshauses trägt die Jahreszahl 1527. Das Mauerwerk ist aus Anhydritstein und Gipsmörtel, mit Porphyr-, Grauwacke sowie auch mit Sandsteinen errichtet worden.

## Gebäudeteile

### Turm
Der Kirchturmunterbau ist innen mit einem Kreuzgewölbe im Unterbau versehen. Darüber steht ein Fachwerkaufsatz mit Satteldach. Die einstigen Stützpfeiler mussten laut Gutachten entgegen der Meinung der Bürger abgebrochen werden, was gleichzeitige die ursprüngliche Ansicht ergab.

### Glocken
Im Turm hängen zwei sehr alte Bronzeglocken mit Inschriften in einem stählernen Glockenstuhl.
Sie waren wegen des wissenschaftlich-historischen Wertes vom Krieg befreit worden. Die große Glocke musste 1942 abgegeben werden. Sie wurde jedoch nach dem Zweiten Weltkrieg wiedergefunden und kehrte zurück.

### Orgel
Sie wurde 1885 vom Orgelbauer Otto Petersilie aus Langensalza gebaut. Sie stand ungünstig und musste 1956–1958 verlagert werden. Die Arbeiten führte die Firma Böhm aus Gotha durch. Sie ist derzeit nur noch eingeschränkt bespielbar.

### Taufstein
Ein seltener romanischer Taufstein stammt wohl aus dem 18. Jahrhundert. Er wurde aber gegen einen Hölzernen ausgetauscht und später verkauft, was unerklärlich ist.

### Ehrenmal
Im Kirchhof befindet sich das Kriegerdenkmal für die gefallenen Soldaten des Ersten Weltkriegs mit einer Tafel der Namen. Seit 1999 gedenkt man mit einer Tafel an die Opfer des Zweiten Weltkriegs.

## Renovierungen
1956 bis 1958 wurde ein Graben an der Nordseite bis zur Fußbodentiefe ausgehoben, der Fußboden isoliert, die Stützpfeiler repariert, die schwammbefallenen Emporen abgebrochen, eine neue Orgelempore geschaffen und der Kanzelraum umgestaltet.
1980 erfolgte erneut eine größere Innenrenovierung, bei der das Kirchengestühl erneuert und das Mauerwerk von innen verputzt wurde.
Nach der Wende erfolgten noch größere Aktionen. Dennoch musste die Kirche ab März 2005 aus Sicherheitsgründen gesperrt werden. Für 120.000 Euro wurden die Außenmauern gesichert, das Dach von Kirchenschiff und Turm komplett erneuert, das Gebälk und Gefache saniert und die Zwischendecke aus den 1960er Jahren entfernt. 2008 wurde der erste Gottesdienst gefeiert.